# Poprádfalu
Poprádfalu (1899-ig Forbasz, szlovákul: Forbasy, németül: Forbs) község Szlovákiában, az Eperjesi kerület Ólublói járásában.

## Fekvése
Ólublótól 6 km-re nyugatra, a Poprád jobb oldalán.

## Nevének eredete
Eredeti neve Forbasz volt, de mivel ez gúny tárgyává vált, ezért az országos helynévrendezés során kapta a mai nevét.

## Története
A települést 1311-ben „Fyrbaz” alakban említik először. 1408-ban „Furbas” volt a neve, az ólublói váruradalom része volt. 1412 és 1772 között zálogbirtokként Lengyelországhoz tartozott. 1553-ban 11 jobbágytelke volt.
A 18. század végén Vályi András így ír róla: „FORBÁS. vagy Forbász. Elegyes helység Szepes Vármegyében, egy a’ XVI. Szepesi Városok közzűl, földes ura a’ Királyi Kamara, lakosai katolikusok, fekszik Gnezda mező Várostól 1/4. órányira; mivel más javai nintsenek, a’ Királyi jó téteményeken kivűl, határja is soványas, ’s nehezen miveltetik, harmadik Osztálybéli.”
1828-ban 62 házában 451 lakosa volt.
Fényes Elek 1851-ben kiadott geográfiai szótárában így ír a faluról: „Forbasz, német és tót falu, Szepes vmegyében, rónaságon, a Poprád partján, mellytől gyakran egészen elöntetik. Van 440 r. kath. lakosa, 8 urb. telke, 16 zsellére. Az erdőn kivül majorsági birtok itt nincsen. A falu Gnezda anyaegyházhoz csatoltatott, s Lőcsétől 6 3/4 órányira fekszik. Birja Aranyosy János.”
A trianoni diktátum előtt Szepes vármegye Ólublói járásához tartozott.
A háború után főként mezőgazdasági település, de lakói közül sokan ácsok, kőművesek voltak. 1927-ben az egész falu leégett. Később lakói Ólubló, Szvit, Kassa és Ostrava ipari üzemeiben dolgoztak.

## Népessége
| Év:            | 1994. | 2004.   | 2014.   | 2024.   |
| -------------- | ----- | ------- | ------- | ------- |
| Emberek száma: | 371   | 387     | 423     | 440     |
| Eltérés:       |       | +4,31 % | +9,30 % | +4,01 % |

| Év:            | 2023. | 2024.   |
| -------------- | ----- | ------- |
| Emberek száma: | 446   | 440     |
| Eltérés:       |       | -1,34 % |

1910-ben 314, túlnyomórészt szlovák anyanyelvű lakosa volt.
2001-ben 370 lakosából 367 szlovák volt.
2011-ben 410 lakosából 401 szlovák volt.

## Nevezetességei
- Római katolikus temploma korábbi alapokon a 17. század végén épült.
- Kénes ásványvízforrásai vannak.